# ジャック＝ベニーニュ・ボシュエ

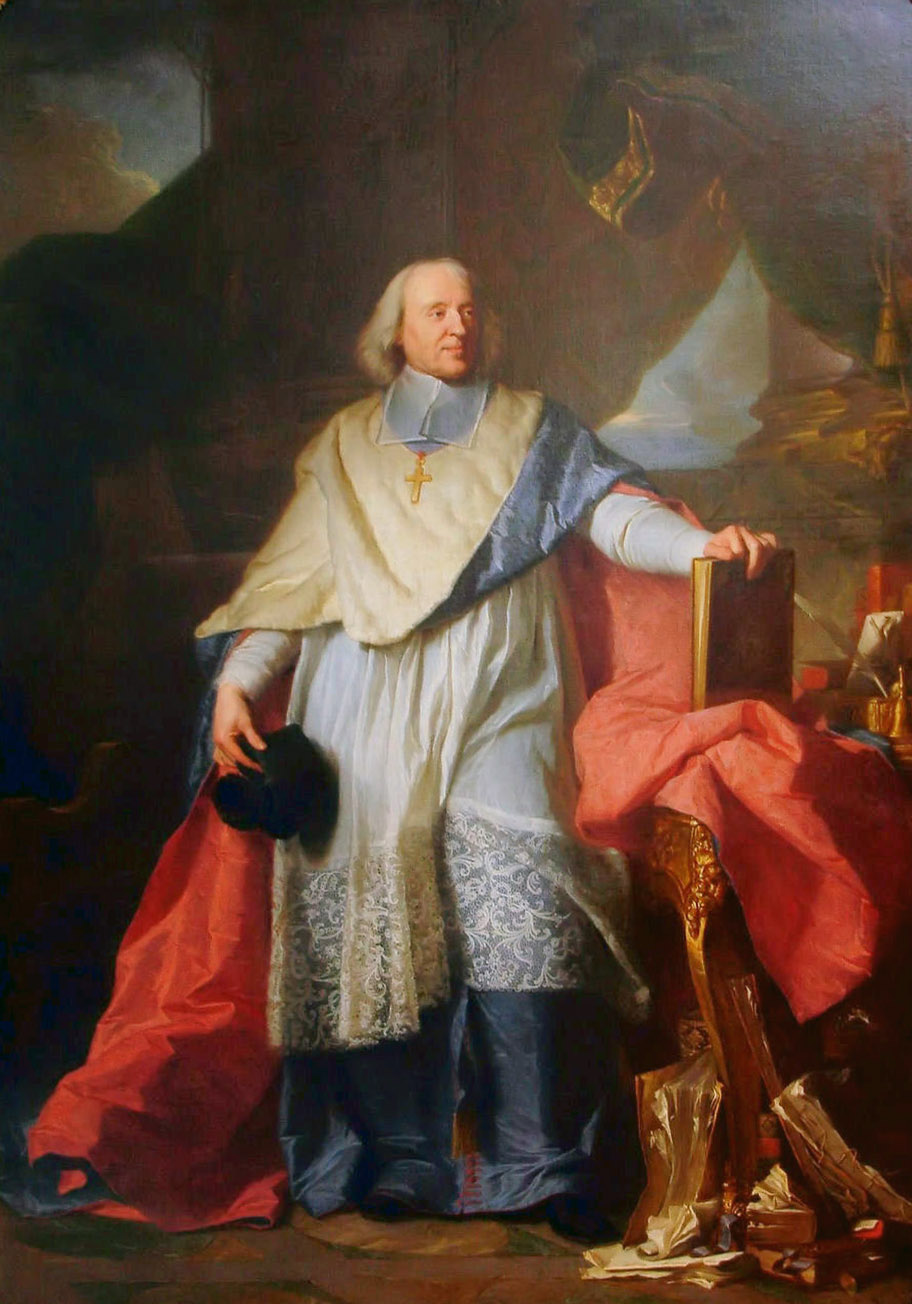
ボシュエ司教像、イアサント・リゴー画、ルーヴル美術館蔵

ジャック＝ベニーニュ・ボシュエ （Jacques-Bénigne Bossuet、1627年9月27日 - 1704年4月12日）は、フランスのカトリック司教・神学者。レーグル・ド・モー（L'Aigle de Meaux = モーの鷲）の呼称がある。その説教と演説で特に有名であった。著書に『哲学入門』『世界史叙説』『棺前説教集』等がある。

## 経歴

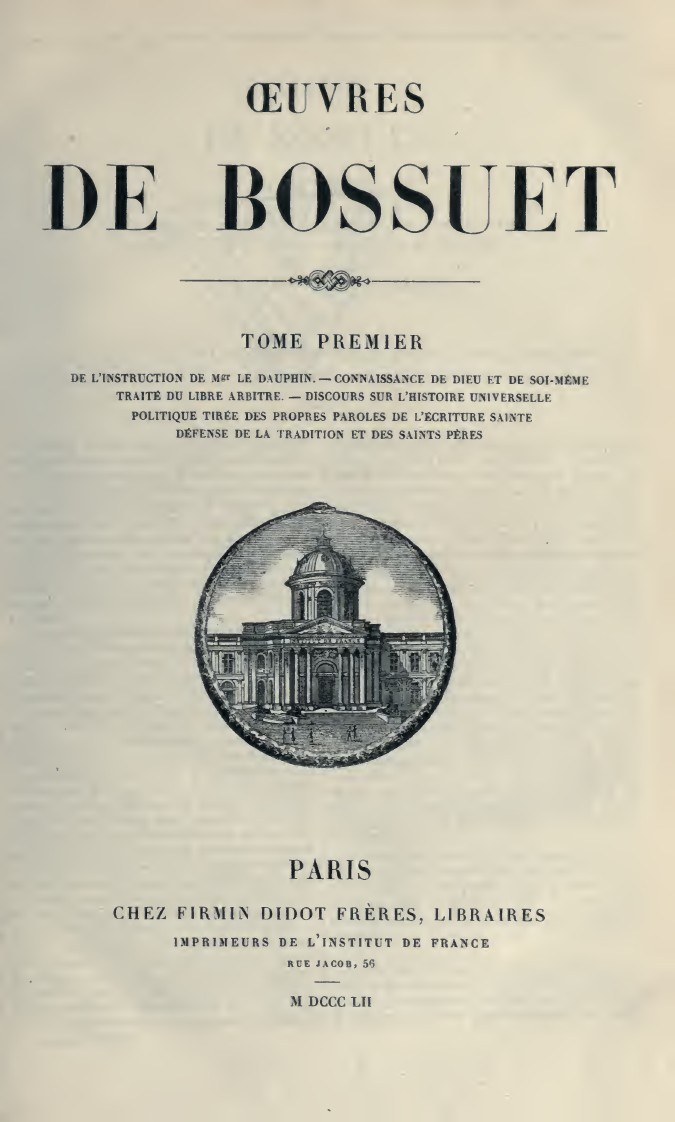
Oeuvres, 1852

ディジョンの裕福な弁護士家庭の五男として生まれ、8歳から聖職者となるべく学んだ。1650年から1652年にかけ、ヴィンセンシオ・ア・パウロ (fr) の元で学んでいる。
1657年、メスにおいて王太后アンヌ・ドートリッシュ（ルイ13世妃）を前に説教を行い、その結果「王の説教師および助言者」の賞賛を得て、宮廷へ入った。1670年から1681年までドーファン（王太子）ルイの家庭教師を務めるなど王に厚遇された。1681年にはモー司教となり、プロテスタントを攻撃する一方、フランス・カトリック教会のローマからの自由をめぐるガリア論争で雄弁を奮い、また静寂主義をめぐる論争ではフェヌロンと論争して勝利し、“モーの鷲”と呼ばれた。
晩年はかつての婚約者デヴィユー嬢との節度ある交友で知られ、彼女に与えたパリ近郊のモレオンをたびたび訪れたという。

## 王権神授説の提唱
ボシュエは、フランス教会の独立を擁護し、ルイ14世の宮廷説教師として、専制政治と王権神授説を支持したことで知られる。『世界史叙説』（1685年）では「神は国王を使者としており、国王を通じて人びとを支配している。……国王の人格は神聖であり、彼にさからうことは神を冒涜することである」という王権神授説を展開している。

## 補説
英語話者によく知られるボシュエの業績は、イングランド王妃ヘンリエッタ・マリア、オルレアン公爵夫人ヘンリエッタ・アン、そして大コンデらの葬儀での3つの追悼演説である。